# Leopold Trulley
Leopold Trulley CanReg (* 2. Oktober 1732 in Fels am Wagram, Niederösterreich; † 31. Mai 1793) war ein österreichischer römisch-katholischer Priester, Augustiner-Chorherr und ab 1777 Propst von Stift Sankt Florian.

## Ordensleben und Wirken
Trulley trat in das Noviziat des Stiftes Sankt Florian ein, wo er die Profess ablegte. Nach einem stark verkürzten Studium an der Theologischen Hauslehranstalt des Stiftes, das nur 15 Monate umfasste und primär aus Vorlesungen der Moraltheologie bestand, empfing er die Priesterweihe. Anschließend wirkte Trulley als Kooperator in Vöcklabruck und Pfarrer von St. Marienkirchen bei Schärding. Am 21. April 1777 erfolgte die Wahl Trulleys per vota eminenter maiora zum Propst des Stiftes Sankt Florian. Als kaiserlicher Kommissär fungierte der Abt von Baumgartenberg, Christian Humpoletz. Trulleys erste Amtsjahre fielen in die Zeit des aufkeimenden Josephinismus und seiner kirchenfeindlicher Gesetzgebung unter Landrat Joseph Valentin Eybel, der die klösterlicher Machtbefugnisse des Propstes in weitem Maß unterminierte.
Als Kaiser Joseph II. das Stift mit einem Aufhebungsplan und Zwangsversteigerungen konfrontierte, erwirkte Trulley eine Audienz beim Kaiser, worin er die Verdienste des Stiftes in den 33 inkorporierten Pfarren hervorhob. Wenngleich er dadurch die Aufhebung verhinderte, konnte er die Konfiszierung wertvoller Kirchengüter, darunter die kostbare Monstranz des Propstes Johann Georg Wiesmayer und sämtliche Weingärten des Stiftes in Niederösterreich nicht verhindern (Kritzendorf und Weinzierl). Zusätzlich musste Trulley neun weitere Pfarren errichten, dotieren und mit Priestern ausstatten sowie Schulen samt Lehrbetrieb einrichten, wodurch die finanzielle Lage des Stiftes über Gebühr belastet wurde.
Am 23. April 1782 empfing Trulley Papst Pius VI. in St. Florian, der zur Verhandlungen mit dem Kaiser über dessen Kirchenpolitik nach Wien unterwegs war und im Stift übernachtete. 1783 beauftragte Trulley den Orgelbauer Daniel List mit dem Bau einer neuen Orgel, nachdem die Chororgel auf der Evangelienseite der Stiftskirche unbrauchbar wurde. Aufgrund finanzieller Schwierigkeiten konnte sie erst 1792 fertiggestellt werden. Zur Schuldentilgung musste Trulley 1785 das Florianer Stiftshaus in Linz veräußern.
Der Regierungsantritt von Kaiser Leopold II. im Jahr 1790 konsolidierte die kirchenpolitischen Spannung im Stift Sankt Florian. Kaiser Franz II. ernannte Trulley am 11. Mai 1793 zum Erbhofkaplan.
Trulley starb am 31. Mai 1793. Sein Wappen führt zwei Berge, dazwischen eine Säule mit dem Auge Gottes.